# Tristan (nuvelă)
Tristan este o nuvelă din 1903 a scriitorului german Thomas Mann, care are loc într-un sanatoriu. Conține multe referințe la mitul lui Tristan și Isolda. Nuvela face aluzie în special la versiunea prezentată în opera omonimă a lui Richard Wagner.
Nuvela a fost scrisă în primăvara anului 1901 (probabil ianuarie-aprilie) și publicată în 1903 în volumul de nuvele Tristan". Șase nuvele.  Este concepută într-un stil "burlesc" care descrie ciocnirea "sentimentului bizar al frumuseții" cu "realitatea practică".